# Þórarinsson
Þórarinsson ist ein isländischer Name.

## Bedeutung
Der Name ist Patronym und bedeutet Sohn des Þórarinn. Das entsprechende weibliche Patronym ist Þórarinsdóttir (Tochter des Þórarinn).

## Namensträger
- Alexander Veigar Þórarinsson (* 1988), Fußballspieler
- Árni Þórarinsson (Bischof), Bischof von Hólar (1784–1787)
- Árni Þórarinsson (Schriftsteller) (* 1950), Schriftsteller
- Atli Sveinn Þórarinsson (* 1980), Fußballspieler
- Birgir Þórarinsson (* 1965), Politiker
- Ebeneser Þórarinsson (1932–2003), Skilangläufer
- Guðmundur Þórarinsson (* 1992), Fußballspieler
- Hallr Þórarinsson, Skald
- Sigurður Þórarinsson (1912–1983), Geologe, Vulkanologe und Glaziologe
- Vilhjálmur Alvar Þórarinsson (* 1985), Fußballschiedsrichter